# Hallers Segge
Hallers Segge (Carex halleriana), auch Grundstielige Segge oder Grundblütige Segge genannt, ist eine Pflanzenart aus der Gattung der Seggen (Carex) innerhalb der Familie der Sauergrasgewächse (Cyperaceae).

## Beschreibung

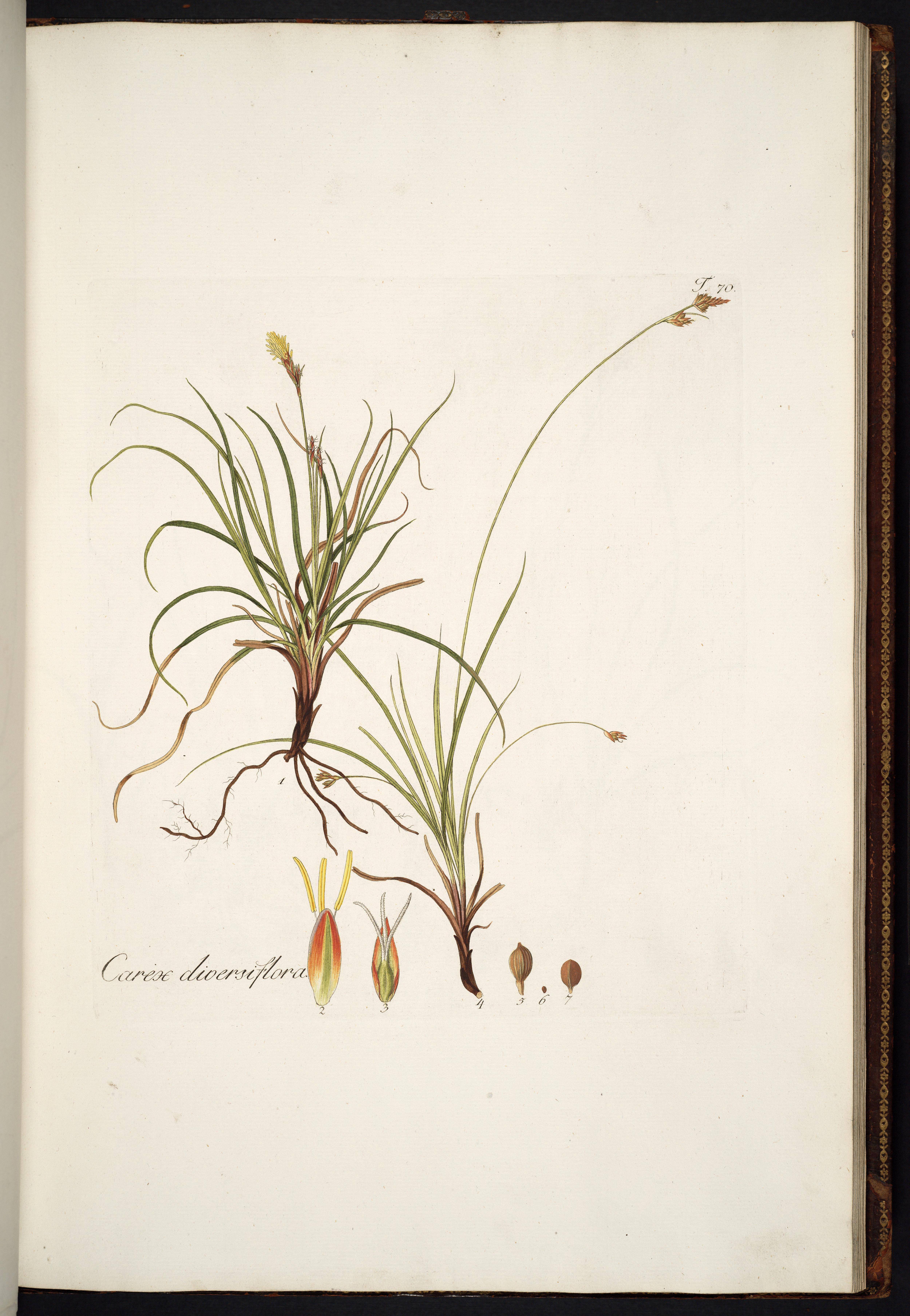
Illustration

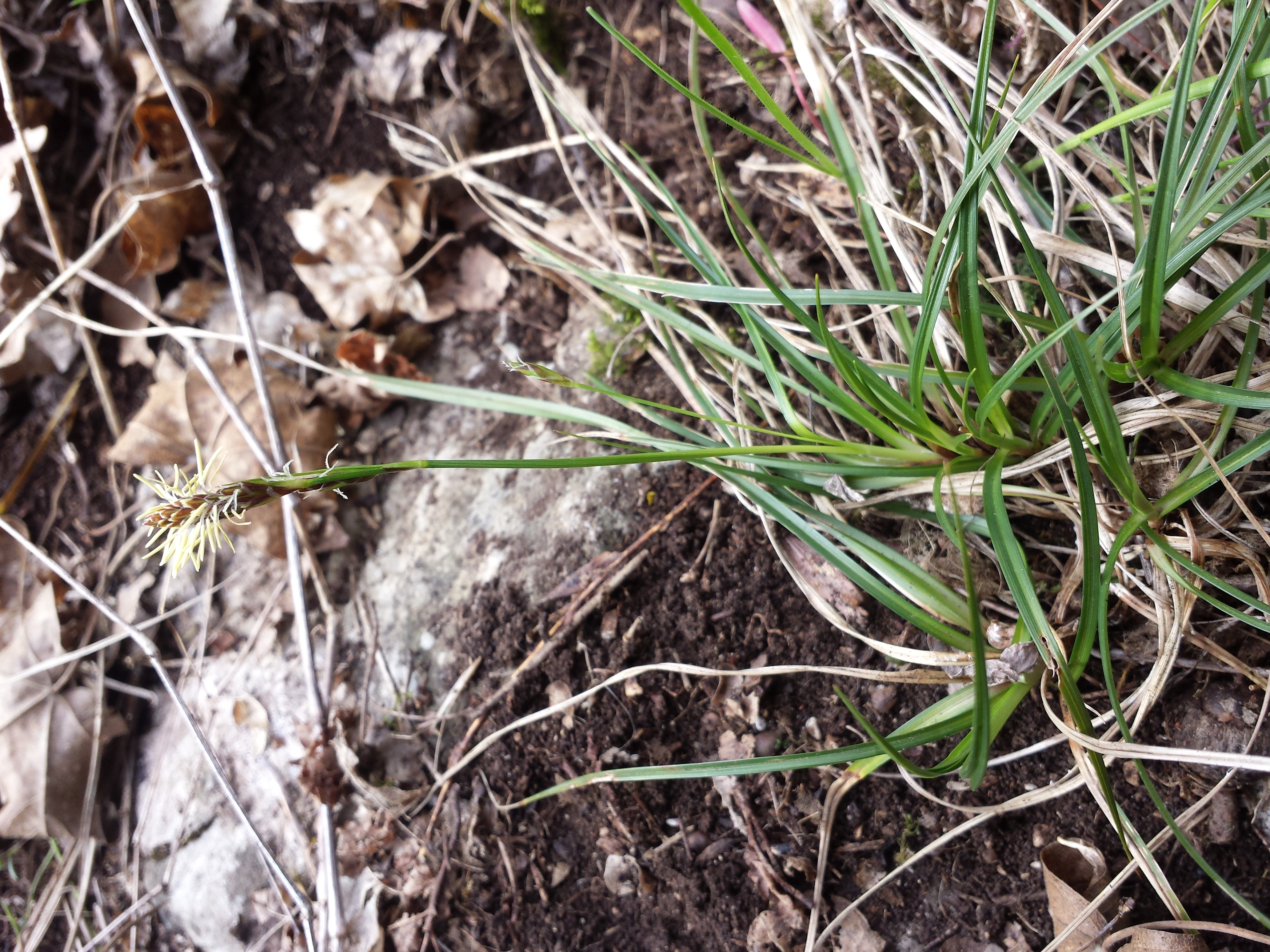
Habitus im Habitat

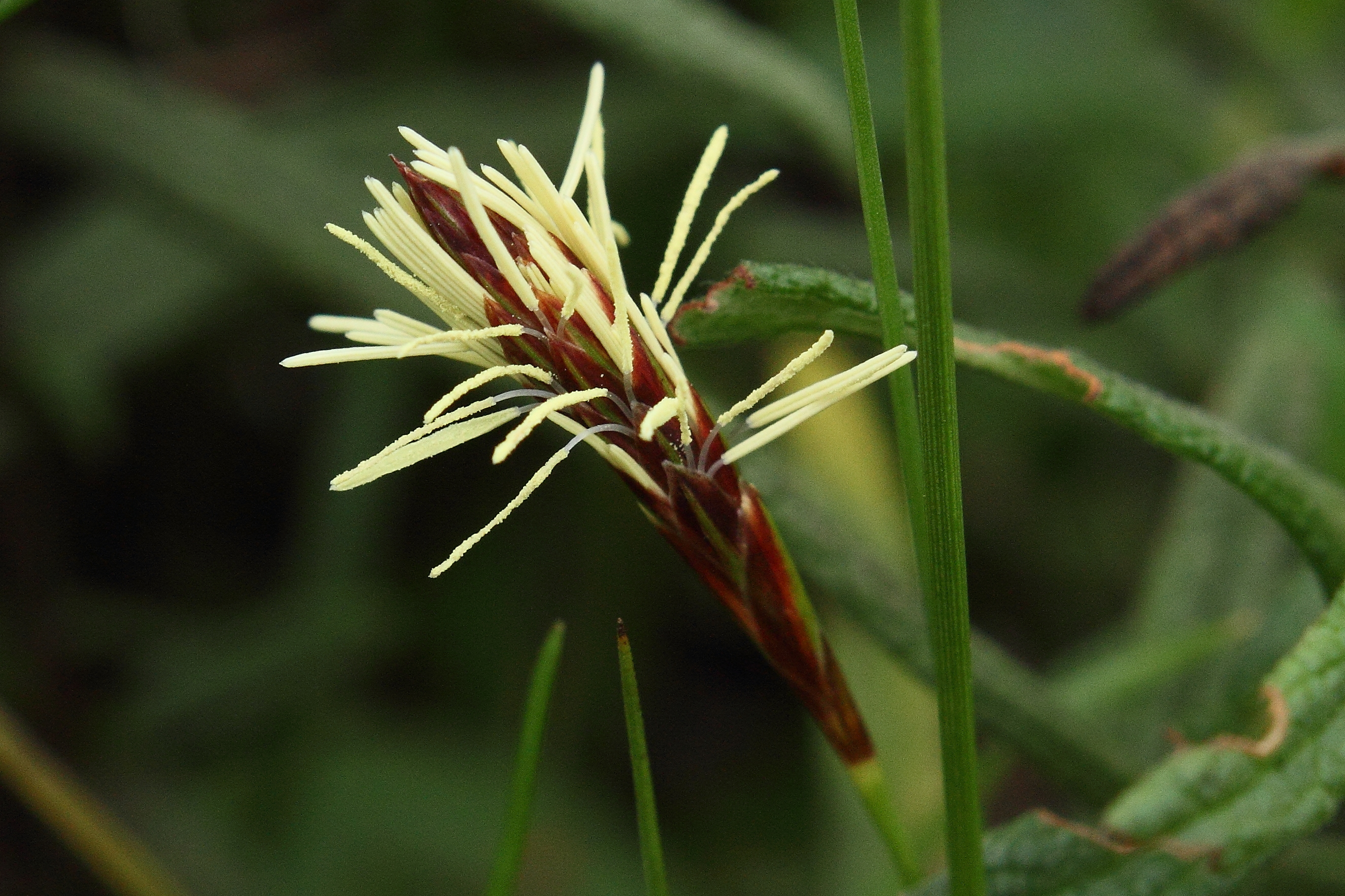
Männliches Ährchen

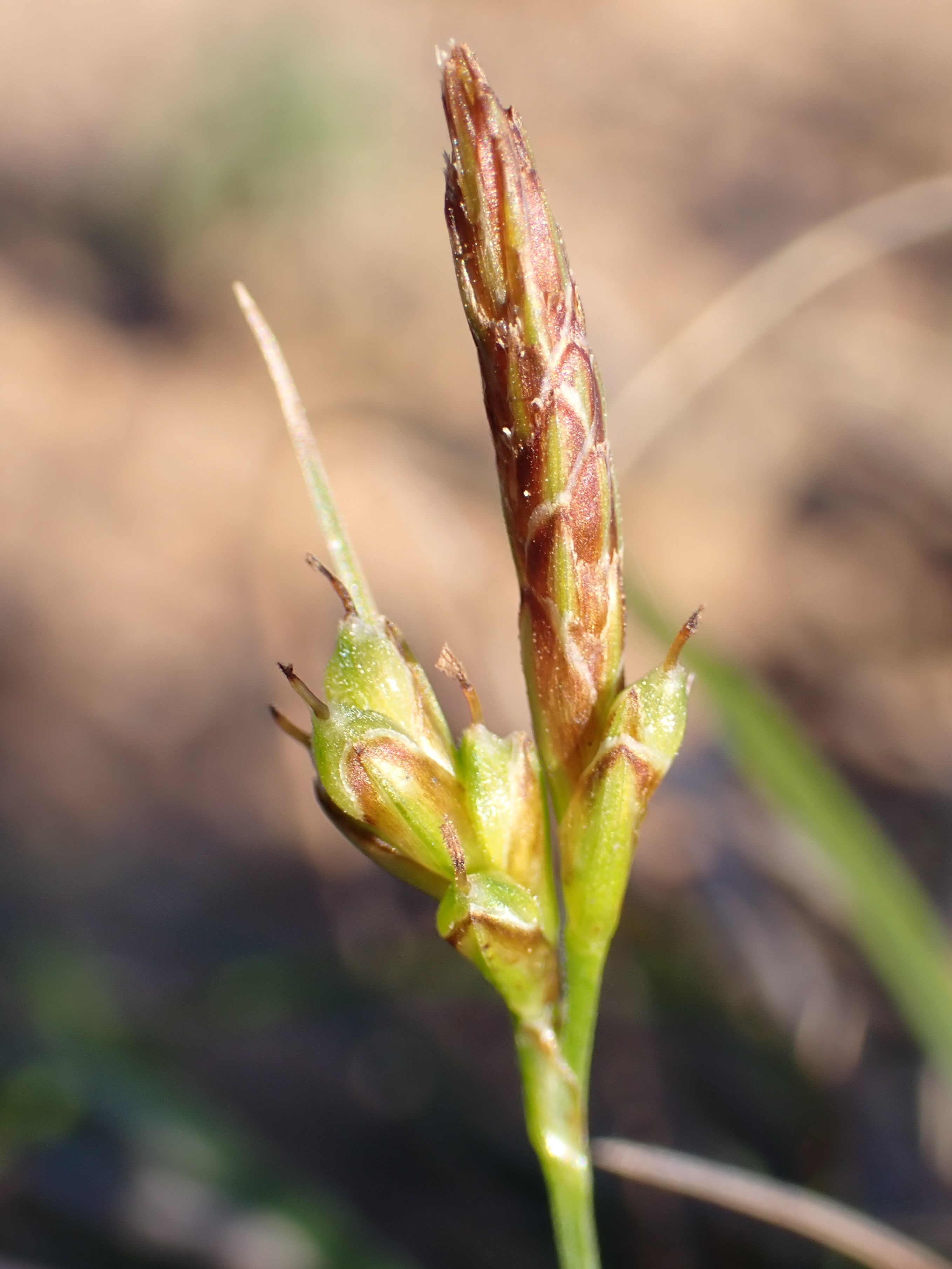
Fruchtstand

### Vegetative Merkmale
Hallers Segge ist eine ausdauernde krautige Pflanze und erreicht Wuchshöhen von 10 bis 40 Zentimetern. Sie bildet durch schiefe Rhizome dichtrasige Bestände aus. Der Stängel ist schlank, dreikantig und unter 1 Millimeter dick; an seiner Basis sind zerfaserte, dunkel-braune Blattscheiden vorhanden und im oberen Bereich ist er rau. Die Laubblätter sind ungefähr so lang wie der Stängel und mit einer Breite von 1 bis 2,5 Millimetern relativ schmal.

### Generative Merkmale
Die Blütezeit reicht von März bis Juni. Hallers Segge ist eine verschiedenährige Segge. Es sind ein bis sechs weibliche Ährchen vorhanden, die jeweils ungefähr zehn Blüten enthalten und mit einer Länge von 6 bis 15 Millimetern breit-eiförmig sind. Die oberen ein bis drei weiblichen Ährchen sind fast sitzend und dem männlichen Ährchen angenähert. Die unteren ein bis drei weiblichen Ährchen stehen auf 10 bis 20 Zentimeter langen, dünnen, rauen Stielen und entspringen am Stängelgrund. Die Spelzen sind rot-braun, ihr Rand ist hell und ihr Mittelstreifen grün. Spelzen sind bei den weiblichen Blüten eiförmig-lanzettlich mit spitzem oberen Ende und ungefähr so lang wie die Fruchtschläuche. Die Fruchtschläuche sind 4 bis 5 Millimeter lang, dreikantig, kurz geschnäbelt und nach oben behaart; sSie sind braun mit einer grünen Spitze. Das einzelne männliche Ährchen ist 5 bis 25 Millimeter lang, 1 bis 4 Millimeter breit, sitzend bis kurz gestielt. Die Spelzen der männlichen Blüten sind stumpf und häutig.
Die Chromosomenzahl beträgt 2n = 50, 52 oder 54.

## Vorkommen und Gefährdung
Hallers Segge ist vom Mittelmeerraum mit dem nordwestlichen Afrika bis Mitteleuropa und Afghanistan verbreitet. Vereinzelt kommt sie in den wärmsten Lagen der Alpen, am Alpenfuß, in Nieder- und Oberösterreich, im Schweizer Jura, am Isteiner Klotz und im Nahegebiet bei Münster-Sarmsheim und Idar-Oberstein vor.
Hallers Segge wächst in Gebüschen, lichten Wäldern und auf Felshängen. Hallers Segge gedeiht am besten auf flachgründigen, steinigen, trockenen, kalk- und basenreichen Böden, in sehr warmen Standorten. Sie kommt in Mitteleuropa in Pflanzengesellschaften der Verbände Berberidion, Geranion sanguinei, Xerobromion, Quercion pubescentis und Carpinion vor. Sie steigt im Schweizer Jura bis 1100 Meter und im Kanton Wallis bis in eine Höhenlage von 1500 Meter.
Die ökologischen Zeigerwerte nach Landolt et al. 2010 sind in der Schweiz: Feuchtezahl F = 1 (sehr trocken), Lichtzahl L = 3 (halbschattig), Reaktionszahl R = 5 (basisch), Temperaturzahl T = 4+ (warm-kollin), Nährstoffzahl N = 2 (nährstoffarm), Kontinentalitätszahl K = 4 (subkontinental).
Carex halleriana gilt in Deutschland in der Roten Liste der gefährdeten Pflanzen nach Metzing et al. 2018 als „extrem selten“, dies ist eine Verbesserung der Einstufung gegenüber der vorhergehenden Roten Liste von Korneck et. al. 1998.

## Taxonomie
Die Erstveröffentlichung von Carex halleriana erfolgte 1779 durch Ignacio Jordán de Asso y del Río in Synopsis Stirpium indigenarum Aragoniae, S. 133. Das Artepitheton halleriana ehrt den Schweizer Mediziner, Botaniker und Dichter Albrecht von Haller (1708–1777). Synonyme für Carex halleriana Asso sind: Carex alpestris All., Carex gynobasis Chaix, Carex tenuifolia Poir., Carex rhizantha J.F.Gmel., Carex ptychocarpa Link, Carex diversiflora Host.